# Sterculia mexicana
Sterculia mexicana är en malvaväxtart som beskrevs av R. Brown. Sterculia mexicana ingår i släktet Sterculia och familjen malvaväxter. Inga underarter finns listade i Catalogue of Life.